# تريفور إيفانز
تريفور إيفانز (بالإنجليزية: Trevor Evans)‏ هو سياسي أسترالي، ولد في 28 أغسطس 1981 في تويد هيدز في أستراليا. حزبياً، نشط في الحزب الوطني الليبرالي في كوينزلاند. وقد انتخب عضو مجلس النواب الأسترالي عن دائرة Division of Brisbane ‏ (2 يوليو 2016 – ).